# Christopher Fitzgerald
Christopher Cantwell Fitzgerald (Bryn Mawr, 26 de noviembre de 1972) es un actor de cine, televisión y teatro estadounidense, reconocida por su papel de Boq en el musical Wicked, de Igor en Young Frankenstein (por el que ganó nominaciones a los premios Outer Critics, Drama Desk y Tony) y de Sonny Shine en la serie de televisión Happy!

## Filmografía destacada

### Cine y televisión
- 2000 - Boiler Room
- 2002 - Personal Velocity: Three Portraits
- 2005-2006 - Twins
- 2007 - Dedication
- 2008 - Revolutionary Road
- 2012 - Next Caller
- 2012 - Girl Most Likely
- 2014 - Elementary
- 2014 - And, We're Out of Time
- 2014 - The Good Wife
- 2015 - Almost There
- 2015 - Live From Lincoln Center
- 2015 - Larry Gaye: Renegade Male Flight Attendant
- 2016 - Covers
- 2017 - Godless
- 2017-2019 - Happy!
- 2018 - The Marvelous Mrs. Maisel
- 2018 - Blindspot
- 2023 - Waitress